# 栄安固倫公主
栄安固倫公主（えいあんこりんこうしゅ、満洲語: ᡩᡝᡵᡝᠩᡤᡝ
ᡝᠯᡥᡝ
ᡤᡠᡵᡠᠨᠨ ᡳ
ᡤᡠᠩᠵᡠ、転写：derengge elhe gurun i gungju、1855年6月20日 - 1875年2月5日）は、清の第9代皇帝、咸豊帝の娘。母はタタラ（他他拉）氏の麗嬪（のちの荘静皇貴妃）。

## 生涯
咸豊5年5月7日（1855年6月20日）に生まれた。咸豊帝の唯一の娘であり、東太后や西太后の寵愛を受け、同治9年（1870年）9月に栄安固倫公主（清の嫡出公主の封爵）に封ぜられた。
同治12年（1873年）8月、西太后の勧めによって世襲一等雄勇公でグワルギャ氏の符珍（出生名は瑞煜。結婚の際に聖旨により符珍と改名）と結婚した。
同治13年（1874年）冬、第一子を妊娠するも、精神的なストレスにより流産。その1ヶ月後の同年12月に天然痘を患い、12月29日（西暦1875年2月5日）に19歳で薨去した。

## 子女
- 1人（流産）